# Retortillo (kommunhuvudort)
Retortillo är en kommunhuvudort i Spanien.   Den ligger i provinsen Provincia de Salamanca och regionen Kastilien och Leon, i den centrala delen av landet, 230 km väster om huvudstaden Madrid. Retortillo ligger 736 meter över havet och antalet invånare är 265.
Terrängen runt Retortillo är huvudsakligen platt. Retortillo ligger nere i en dal. Runt Retortillo är det mycket glesbefolkat, med 5 invånare per kvadratkilometer. Närmaste större samhälle är La Fuente de San Esteban, 8,5 km öster om Retortillo. Trakten runt Retortillo består i huvudsak av gräsmarker.